# Gerd Heßler
Gerd Heßler (* 13. September 1948 in Tannenbergsthal/Vogtl.) ist ein ehemaliger deutscher Skilangläufer. Sein größter Erfolg war der Gewinn des Weltmeistertitels mit der Staffel 1974.

## Werdegang
Heßler, der für den SC Dynamo Klingenthal startete, feierte in den 1960er Jahren erste Juniorenerfolge auf nationaler Ebene. Für die Olympischen Winterspiele 1968 in Grenoble wurde er als Ersatzmann nominiert, kam jedoch nicht zum Einsatz. 1969 wurde er fest in den Nationalkader der DDR aufgenommen und bei den DDR-Skimeisterschaften 1969 in Oberwiesenthal gewann er bereits beim Auftaktrennen über 30 km hinter seinem Vereinskollegen Gert-Dietmar Klause den Vizemeistertitel. In der Staffel gewann er gemeinsam mit Rainer Groß, Jürgen Wolf und Gert-Dietmar Klause den Titel. Am Vortag lief er über die 15-km-Distanz auf den sechsten Platz.
Ein Jahr später bei den DDR-Skimeisterschaften 1970 in Brotterode gewann Heßler Bronze über die 30 km, bevor er über 15 km auf Platz vier lief. Über 50 km wurde er Fünfter, bevor er sich mit der Staffel Silber sicherte. Eine Woche später ging es für Heßler mit der Nationalmannschaft zu den Nordischen Skiweltmeisterschaften 1970 in der Hohen Tatra. In den Einzeldisziplinen reichte es für ihn nicht zu einer Medaille. Im 4 × 10-km-Staffelrennen holte er gemeinsam mit Axel Lesser, Gerhard Grimmer und Gert-Dietmar Klause hinter der sowjetischen Mannschaft die Silbermedaille.
Die DDR-Skimeisterschaften 1971 in Johanngeorgenstadt begannen für Heßler mit dem Gewinn der Silbermedaille über die 30-km-Einzeldistanz. Über 15 und 50 km verpasste er die Medaillenränge teils denkbar knapp, bevor er mit der Staffel seinen zweiten nationalen Titel sicherte. Bei den Olympischen Winterspielen 1972 in Sapporo belegte er Rang 25 über die 15 km und Rang 18 über 30 km. Mit der Staffel verpasste er die Medaille ebenso und wurde am Ende Sechster. Im Januar und Februar 1973 sicherte sich Heßler bei den DDR-Skimeisterschaften 1973 in Schmiedefeld am Rennsteig drei Silbermedaillen über 30 km, 50 km und mit der Staffel.
Bei den Nordischen Skiweltmeisterschaften 1974 sicherte sich Heßler mit der Staffel nach Silber 1970 seinen ersten und einzigen Weltmeistertitel. Im 15-km-Einzelrennen kam Heßler über Rang 15 nicht hinaus. Bereits vor den Weltmeisterschaften gelangen ihm neben dem Sieg beim 2. Kammlauf auch bei den DDR-Skimeisterschaften 1974 in seiner Heimat Klingenthal wieder Medaillengewinne. Nachdem er bereits über 15 km Bronze hinter Grimmer und Klause gewann, sicherte er sich gemeinsam mit Dieter Meinel, Volker Kunzmann und Gert-Dietmar Klause erneut den Titel über 4 × 10 km. Ein Jahr später in Oberwiesenthal sicherte sich Heßler neben dem Staffelgold auch wieder eine Einzelmedaille und gewann das aufgrund schlechter Wetterbedingungen auf 40 km verkürzte Langstreckenrennen. Auch bei der Generalprobe vor Olympia, den DDR-Skimeisterschaften 1976 in Lauscha feierte Heßler Erfolge. Erstmals gewann er dabei in allen vier Langlaufwettbewerben eine Medaille.
Bei den Olympischen Winterspielen 1976 in Innsbruck konnte Heßler seine guten Leistungen aus den Vorjahren nicht mehr wiederholen und belegte über 15 sowie über 30 km nur den 28. Platz. Im Staffelrennen über 4 × 10 km war Heßler Startläufer und absolvierte seinen Teil als Zweiter und übergab auf aussichtsreicher Position an den zweiten Läufer Axel Lesser. In einer Abfahrt stieß Lesser mit einer Frau zusammen und musste mit Verletzungen und starken Schmerzen das Rennen aufgeben. Der Vorfall sorgte später vor allem in der DDR für Diskussionen, da es sich nach Angaben von Lesser und weiteren Sportlern um eine russische Betreuerin gehandelt hatte, die DDR-Sportführung sprach jedoch – wohl aus politischen Gründen – von einer Touristin aus Österreich oder Westdeutschland.
Ein Jahr nach dem Vorfall bei den Olympischen Spielen gelangen Heßler bei den DDR-Skimeisterschaften 1977 in Oberwiesenthal weitere nationale Erfolge. So gewann er erneut mit der Klingenthaler Staffel und sicherte sich zudem Gold über die 30-km-Strecke. 1978 in Schmiedefeld sicherte er sich eine weitere Goldmedaille in der Staffel sowie die Bronzemedaille über die 50 km, die in Zinnwald ausgetragen wurde. Mit dem Winter 1978/79 bestritt Heßler seinen letzten aktiven Winter und gewann bei seinen letzten DDR-Skimeisterschaften 1979 in Oberhof noch einmal Silber über 30 km. Zudem sicherte er sich ein weiteres Mal Staffelgold.

## Privates
Heßler heiratete die Langläuferin Monika Debertshäuser, die Ehe wurde wieder geschieden. Nach seiner aktiven Karriere begann Heßler als Trainer in Klingenthal zu arbeiten und eröffnete nach dem Ende seiner Trainerlaufbahn 1991 eine eigene Versicherungsagentur in seinem Haus am Aschberg.